# Coupe de Belgique de football 1974-1975
Navigation
Édition précédente Édition suivante
La Coupe de Belgique 1974-1975 est la vingtième édition de la coupe de Belgique de football. Elle est remportée par le R. SC Anderlechois qui signe son 4e succès, au terme d'une finale décevante contre l'Antwerp.

## Réforme Division 1
À la fin de la saison 1973-1974 a été créée la Ligue professionnelle belge de football. La Division 1 est passée de 16 à 20 clubs. Dans les divisions inférieures, le nombre de montants a été adapté. La plus haute division va ensuite être ramenée à 18 clubs progressivement lors des deux saisons suivantes. Le nombre de relégués dans les divisions inférieures s'en ressent bien évidemment.

## Fonctionnement - Règlement
La Coupe de Belgique 1974-1975 est jouée par matchs à élimination directe. Les équipes de Division 1 et de Division 2 commencent l'épreuve à partir des trente-deuxièmes de finale. La prolongation éventuelle se compose de 2x 15minutesn suivie de 2x7 minutes 30 si l'égalité subsiste. À partir des 1/8e de finale, en cas d'égalité au terme des deux prolongations, la partie est rejouée sur le terrain de l'équipe qui s'est initialement déplacée.
Au total 257 clubs participent à la 19e édition de l'épreuve.
Pour l'édition 74-75, quatre tours préliminaires concernent 224 clubs issus de tous les niveaux inférieurs. Au total, les 257 équipes proviennent des divisions suivantes :
- 128 clubs provinciaux
- 61 clubs de Promotion
- 32 clubs de Division 3
- 16 clubs de Division 2
- 20 clubs de Division 1

### Déroulement schématique

#### Tours préliminaires
- TOUR 1: 64 rencontres, 128 clubs des Séries provinciales
  - TOUR 2: 64 rencontres, 64 qualifiés du Tour 1 + les clubs de Promotion de la saison précédente (qui sont têtes de série et ne se rencontrent pas entre eux)
    - TOUR 3: 32 rencontres, 64 qualifiés du Tour 2 (pré-tirage intégral, plus de tête de série)
      - TOUR 4: 32 rencontres, 32 qualifiés du Tour 3 + entrée des clubs de Division 3, des montants en Division 2 et des relégués en Promotion.

#### Phase finale
- 1/32e de finale : 32 qualifiés du Tour 4, les clubs de Division 2 de la saison précédente et les clubs de Division 1 de la saison précédente (D1 et D2 sont têtes de série et ne se rencontrent pas entre elles)
  - 1/16e de finale (à partir de ce tour, tirage intégral, plus de têtes de série)
    - 1/8e de finale (Replay éventuel)
      - 1/4 de finale (Replay éventuel)
        - 1/2 finales (Replay éventuel)
          - FINALE
- Prolongation = 2x 15 minutes + éventuellement 2 x 7 minutes 30.

## Calendrier
Le tirage au sort des quatre tours éliminatoires et des trente-deuxièmes de finale a lieu en juin 1973 au siège de l'URSBSFA.
| Nom                                   | Tirage au sort  | Date aller                               | Date retour                              | Équipes participantes | Équipes restantes |
| ------------------------------------- | --------------- | ---------------------------------------- | ---------------------------------------- | --------------------- | ----------------- |
| Quatrième tour préliminaire           | juin 1974       | 17 et 18 août 1974                       | 17 et 18 août 1974                       | 64                    | 32                |
| Trente-deuxièmes de finale *          | juin 1974       | 24 et 25 août 1974                       | 24 et 25 août 1974                       | 63                    | 32                |
| Seizièmes de finale                   | ???             | 30, 31 octobre 1974 et 1er novembre 1974 | 30, 31 octobre 1974 et 1er novembre 1974 | 32                    | 16                |
| Huitièmes de finale                   | ???             | 28 et 29 décembre 1974                   | 28 et 29 décembre 1974                   | 16                    | 8                 |
| Quarts de finale                      | ???             | 22 et 23 février 1975                    | 22 et 23 février 1975                    | 8                     | 4                 |
| Demi-finale                           | 26 février 1975 | 15 mai 1975                              | 15 mai 1975                              | 4                     | 2                 |
| Finale                                | -               | 1er juin 1975                            | 1er juin 1975                            | 2                     | -                 |
| * entrée des clubs de D1 et D2 belges |                 |                                          |                                          |                       |                   |

## Trente-deuxièmes de finale
La répartition des 64 clubs est la suivante : 20 clubs de D1, 16 clubs de D2, 19 clubs de D3, 6 clubs de Promotion et 3 clubs de provinciaux.

### Participants

#### par Régions
| Régions         | Total | D1 | D2 | D3 | P | Prov' |
| --------------- | ----- | -- | -- | -- | - | ----- |
| Bruxelles       | 6     | 2  | 2  | 1  | 1 | 0     |
| Région flamande | 40    | 14 | 10 | 12 | 3 | 1     |
| Région wallonne | 18    | 4  | 4  | 6  | 2 | 2     |
| TOTAUX          | 64    | 20 | 16 | 19 | 6 | 3     |

#### par Provinces
| # | Provinces                                                                                               | Total   | Div. 1  | Div. 2 | Div. 3 | Prom  | prov' |
| - | --- | ------- | ------- | ------ | ------ | ----- | ----- |
| 1 | Province d'Anvers                                                                                       | 13      | 5       | 4      | 3      | 1     | 0     |
| 2 | Province de Brabant Région de Bruxelles-Capitale Province du Brabant flamand Province du Brabant wallon | 9 6 2 1 | 3 2 1 0 | 2 2 0  | 2 1 0  | 1 1 0 | 1 0 1 |
| 3 | Province de Flandre-Occidentale                                                                         | 8       | 4       | 2      | 2      | 0     | 0     |
| 4 | Province de Flandre-Orientale                                                                           | 11      | 2       | 1      | 5      | 1     | 1     |
| 5 | Province de Hainaut                                                                                     | 5       | 2       | 2      | 0      | 1     | 0     |
| 6 | Province de Liège                                                                                       | 10      | 2       | 2      | 4      | 1     | 1     |
| 7 | Province de Limbourg                                                                                    | 6       | 2       | 3      | 1      | 0     | 0     |
| 8 | Province de Luxembourg                                                                                  | 1       | 0       | 0      | 1      | 0     | 0     |
| 9 | Province de Namur                                                                                       | 1       | 0       | 0      | 1      | 0     | 0     |
|   | TOTAUX                                                                                                  | 64      | 20      | 16     | 19     | 6     | 3     |

### Résultats
Ce tour est joué, le samedi 23 août 1974 et le dimanche 24 août 1974, en une seule manche disputée sur le terrain de la première équipe citée. En cas d'accord entre les clubs concernés, l'ordre du tirage au sort peut être inversé.
- 64 clubs, 32 rencontres.
  - Aucun club de Promotion et de Provinciale ne survit à ce tour.
  - Les 20 clubs de D1 franchissent le cap.
  - La Gantoise est la dernière rescapée de Division 3.

|  | Clubs qualifiés pour le tour suivant |
|  | Tenant du trophée                    |

| Dates      | Niv | N° | Équipe 1                      | Équipe 2                           | Score 90' | Score Prol. | Tirs au but |
| 23/08/1974 | T   | 1  | R. SC Anderlechtois (I)       | R. AA Louviéroise ( II)            | 6-1       |             |             |
| 24/08/1974 | T   | 2  | AS Eupen (II)                 | R. CS La Forestoise ( P)           | 5-2       |             |             |
| 24/08/1974 | T   | 3  | R. Charleroi SC ( I)          | K. Waterschei SV THOR Genk ( II)   | 2-1       |             |             |
| 24/08/1974 | T   | 4  | RWD Molenbeek (I)             | FC Verbroedering Meerhout (P)      | 11-0      |             |             |
| 24/08/1974 | T   | 5  | K. Beerschot VAV (I)          | K. FC Vigor Wuitens Hamme ( p-OVl) | 5-0       |             |             |
| 24/08/1974 | T   | 6  | AS Herstalienne SR ( P)       | R. Crossing Cl. Schaerbeek (II)    | 1-2       |             |             |
| 24/08/1974 | T   | 7  | K. FC Winterslag ( I)         | VC Rotselaar ( III)                | 1-0       |             |             |
| 24/08/1974 | T   | 8  | Club Brugge kV (I)            | R. JS Bas-Oha ( III)               | 3-0       |             |             |
| 24/08/1974 | T   | 9  | K. Lierse SV (I)              | K. FC Eeklo ( P)                   | 6-0       |             |             |
| 24/08/1974 | T   | 10 | kV Mechelen (I)               | R. US Lessinoise (P)               | 5-1       |             |             |
| 24/08/1974 | T   | 11 | Léopold Club Bastogne (III)   | R. Standard CL (I)                 | 0-3       |             |             |
| 24/08/1974 | T   | 12 | R. Antwerp FC (I)             | K. FC Eendracht Zele (III)         | 3-1       |             |             |
| 24/08/1974 | T   | 13 | Puurs Excelsior FC (III)      | AS Oostende KM ( I)                | 0-3       |             |             |
| 24/08/1974 | T   | 14 | K. VG Oostende ( II)          | K. St-Niklaasse SK (II)            | 5-0       |             |             |
| 24/08/1974 | T   | 15 | R. FC Liégeois (I)            | K. VV Looi Sport (III)             | 1-0       |             |             |
| 24/08/1974 | T   | 16 | K. FC Dessel Sport (III)      | K. AA Gent ( III)                  | 1-5       |             |             |
| 24/08/1974 | T   | 17 | K. SC Eendracht Aalst (III)   | K. FC Diest (I)                    | 0-2       |             |             |
| 24/08/1974 | T   | 18 | R. AEC Mons ( II)             | K. St-Truidense VV ( II)           | 0-1       |             |             |
| 24/08/1974 | T   | 19 | K. SC Lokeren ( I)            | SK De Jeugd Lovendegem ( P)        | 8-0       |             |             |
| 24/08/1974 | T   | 20 | R. CS Brainois (p-Bbt)        | K. Berchem Sport (I)               | 1-4       |             |             |
| 24/08/1974 | T   | 21 | SK Beveren-Waes (I)           | K. FC Herentals (III)              | 1-0       |             |             |
| 24/08/1974 | T   | 22 | K. Helzold FC Zolder (III)    | K. OLSE Merksem SC (II)            | 1-3       |             |             |
| 24/08/1974 | T   | 23 | K. SV Waregem (I)             | K. SC Menen (III)                  | 3-1       |             |             |
| 24/08/1974 | T   | 24 | K. RC Mechelen (II)           | UR Namur (III)                     | 6-2       |             |             |
| 24/08/1974 | T   | 25 | K. SV Cercle Brugge (I)       | CS de Verlaine (p-Liè)             | 11-1      |             |             |
| 24/08/1974 | T   | 26 | Royale Union (II)             | R. Tilleur FC ( II)                | 1-2       |             |             |
| 24/08/1974 | T   | 27 | K. FC Turnhout (II)           | K. SV Oudenaarde (III)             | 2-0       |             |             |
| 24/08/1974 | T   | 28 | R. Olympic Montignies ( I)    | K. SC Hasselt (III)                | 2-1       |             |             |
| 24/08/1974 | T   | 29 | K. SV Sottegem (III)          | K. SK Tongeren (II)                | 1-3       |             |             |
| 24/08/1974 | T   | 30 | K. White Star Cl. Lauwe (III) | K. Beringen FC (I)                 | 1-2       |             |             |
| 24/08/1974 | T   | 31 | kV Kortrijk (II)              | R. Stade Waremmien FC (III)        | 6-1       |             |             |
| 24/08/1974 | T   | 32 | K. Boom FC (II)               | Racing Jet Bruxelles (III)         | 1-0       |             |             |

## Seizièmes de finale
La répartition des 32 clubs est la suivante : 20 clubs de D1, 11 clubs de D2, 1 club de D3.

### Participants

#### par Régions
| Régions         | Total | D1 | D2 | D3 |
| --------------- | ----- | -- | -- | -- |
| Bruxelles       | 3     | 2  | 1  | 0  |
| Région flamande | 23    | 14 | 8  | 1  |
| Région wallonne | 6     | 4  | 2  | 0  |
| TOTAUX          | 32    | 20 | 11 | 1  |

#### par Provinces
Le Brabant wallon, les provinces de Luxembourg et de Namur ne sont plus représentés.
| # | Provinces                                                                    | Total | Div. 1 | Div. 2 | Div. 3 |
| - | ---------------------------------------------------------------------------- | ----- | ------ | ------ | ------ |
| 1 | Province d'Anvers                                                            | 9     | 5      | 4      | 0      |
| 2 | Province de Brabant Région de Bruxelles-Capitale Province du Brabant flamand | 4 3 1 | 3 2 1  | 1 1 0  | 0 0    |
| 3 | Province de Flandre-Occidentale                                              | 6     | 4      | 2      | 0      |
| 4 | Province de Flandre-Orientale                                                | 3     | 2      | 0      | 1      |
| 5 | Province de Hainaut                                                          | 2     | 2      | 0      | 0      |
| 6 | Province de Liège                                                            | 4     | 2      | 2      | 0      |
| 7 | Province de Limbourg                                                         | 4     | 2      | 2      | 0      |
|   | TOTAUX                                                                       | 32    | 20     | 11     | 1      |

### Résultats
Ce tour est joué, le mercredi 30 octobre 1974, le jeudi 31 octobre 1974 et le vendredi 1er novembre 1974, en une seule manche disputée sur le terrain de la première équipe citée. En cas d'accord entre les clubs concernés, l'ordre du tirage au sort peut être inversé. Tirage intégral, pas d'équipes protégées.
- 32 clubs, 16 rencontres.
  - Le tenant du titre craque durant la prolongation et est déjà éliminé.
  - Le Club Brugge est accroché à domicile et sorti à la suite d'une séance de tirs au but.
  - Trois cercles de D2 passent le cap après des duels entre équipes de ce même niveau.
  - Les Buffalos gantois continuent leur parcours au détriment des Dogues.

|  | Clubs qualifiés pour le tour suivant |
|  | Tenant du trophée                    |

| Dates      | Niv | N° | Équipe 1                | Équipe 2                        | Score 90' | Score Prol. | Tirs au but |
| 30/10/1974 | S   | 1  | SK Beveren-Waes (I)     | K. SV Waregem (I)               | 3-3       | 6-3         |             |
| 30/10/1974 | S   | 2  | R. FC Liégeois (I)      | K. SC Lokeren ( I)              | 3-1       |             |             |
| 30/10/1974 | S   | 3  | R. Charleroi SC ( I)    | K. Beringen FC (I)              | 1-2       |             |             |
| 30/10/1974 | S   | 4  | K. FC Diest (I)         | K. OLSE Merksem SC (II)         | 5-1       |             |             |
| 30/10/1974 | S   | 5  | K. AA Gent ( III)       | R. Olympic Montignies ( I)      | 2-0       |             |             |
| 30/10/1974 | S   | 6  | K. Boom FC (II)         | K. RC Mechelen (II)             | 3-3       | 4-3         |             |
| 30/10/1974 | S   | 7  | K. SV Cercle Brugge (I) | R. Tilleur FC ( II)             | 2-0       |             |             |
| 31/10/1974 | S   | 8  | R. Standard CL (I)      | R. Crossing Cl. Schaerbeek (II) | 6-0       |             |             |
| 31/10/1974 | S   | 9  | R. Antwerp FC (I)       | K. Berchem Sport (I)            | 4-1       |             |             |
| 31/10/1974 | S   | 10 | kV Kortrijk (II)        | R. SC Anderlechtois (I)         | 0-0       | 0-3         |             |
| 31/10/1974 | S   | 11 | K. Lierse SV (I)        | K. Beerschot VAV (I)            | 3-1       |             |             |
| 31/10/1974 | S   | 12 | kV Mechelen (I)         | RWD Molenbeek (I)               | 1-2       |             |             |
| 31/10/1974 | S   | 13 | Club Brugge kV (I)      | K. FC Winterslag ( I)           | 2-2       | 2-2         | 4-5         |
| 31/10/1974 | S   | 14 | AS Oostende KM ( I)     | AS Eupen (II)                   | 3-0       |             |             |
| 01/11/1974 | S   | 15 | K. FC Turnhout (II)     | K. St-Truidense VV ( II)        | 0-0       | 0-0         | 4-5         |
| 01/11/1974 | S   | 16 | K. VG Oostende ( II)    | K. SK Tongeren (II)             | 0-4       |             |             |

## Huitièmes de finale
La répartition des 16 clubs est la suivante : 12 clubs de D1, 3 clubs de D2, 1 club de D3.

### Participants

#### par Régions
| Régions         | Total | D1 | D2 | D3 |
| --------------- | ----- | -- | -- | -- |
| Bruxelles       | 3     | 3  | 0  | 0  |
| Région flamande | 11    | 7  | 3  | 1  |
| Région wallonne | 2     | 2  | 0  | 0  |
| TOTAUX          | 16    | 12 | 3  | 1  |

#### par Provinces
Le Brabant wallon, les provinces de Hainaut, Luxembourg et de Namur ne sont plus représentés.
- La Province de Limbourg qualifie ses quatre clubs encore en lice et est la mieux représentées.

| # | Provinces                                                                    | Total | Div. 1 | Div. 2 | Div. 3 |
| - | ---------------------------------------------------------------------------- | ----- | ------ | ------ | ------ |
| 1 | Province d'Anvers                                                            | 3     | 2      | 1      | 0      |
| 2 | Province de Brabant Région de Bruxelles-Capitale Province du Brabant flamand | 3 2 1 | 3 2 1  | 0 0    | 0 0    |
| 3 | Province de Flandre-Occidentale                                              | 2     | 2      | 0      | 0      |
| 4 | Province de Flandre-Orientale                                                | 2     | 1      | 0      | 1      |
| 5 | Province de Liège                                                            | 2     | 2      | 0      | 0      |
| 6 | Province de Limbourg                                                         | 4     | 2      | 2      | 0      |
|   | TOTAUX                                                                       | 16    | 12     | 3      | 1      |

### Résultats
Ce tour est joué, le samedi 28 décembre 1974, le dimanche 29 décembre 1974, en une seule manche disputée sur le terrain de la première équipe citée. En cas d'accord entre les clubs concernés, l'ordre du tirage au sort peut être inversé. Si l'égalité subsiste après prolongation, un "replay" est disputé sur le terrain de l'équipe qui s'est initialement déplacée.  Tirage intégral, pas d'équipes protégées.
- 16 clubs, 8 rencontres.
  - Qualification des équipes les mieux classées de D1. Toutefois, Diest empêtré en bas de tableau, a bénéficié d'un tirage favorable. Suspense et intensité entre les "Great Olds'" Liège et l'Antwerp.
  - Le derby limbourgeois de Division2 est remporté par St-Trond devant le dernier finaliste Tongres.
  - Fin de parcours pour La Gantoise, laminée à Beringen.

|  | Clubs qualifiés pour le tour suivant |

| Dates      | Niv | N° | Équipe 1                | Équipe 2                 | Score 90' | Score Prol. | Tirs au but |
| 28/12/1974 | H   | 1  | R. Standard CL (I)      | K. SV Cercle Brugge (I)  | 5-1       |             |             |
| 28/12/1974 | H   | 2  | R. SC Anderlechtois (I) | AS Oostende KM ( I)      | 2-0       |             |             |
| 29/12/1974 | H   | 3  | R. FC Liégeois (I)      | R. Antwerp FC (I)        | 1-1       | 1-3         |             |
| 29/12/1974 | H   | 4  | K. SK Tongeren (II)     | K. St-Truidense VV ( II) | 0-1       |             |             |
| 29/12/1974 | H   | 5  | RWD Molenbeek (I)       | K. FC Winterslag ( I)    | 2-0       |             |             |
| 29/12/1974 | H   | 6  | SK Beveren-Waes (I)     | K. Lierse SV (I)         | 1-0       |             |             |
| 29/12/1974 | H   | 7  | K. FC Diest (I)         | K. Boom FC (II)          | 3-0       |             |             |
| 29/12/1974 | H   | 8  | K. Beringen FC (I)      | K. AA Gent ( III)        | 7-1       |             |             |

## Quarts de finale
La répartition des 8 clubs est la suivante : 7 clubs de D1, 1 club de D2.

### Participants

#### par Régions
| Régions         | Total | D1 | D2 |
| --------------- | ----- | -- | -- |
| Bruxelles       | 2     | 2  | 0  |
| Région flamande | 5     | 4  | 1  |
| Région wallonne | 1     | 1  | 0  |
| TOTAUX          | 8     | 7  | 1  |

#### par Provinces
Le Brabant wallon, les provinces de Hainaut, Luxembourg et de Namur ne sont plus représentés.
- La Province de Limbourg qualifie ses quatre clubs encore en lice et est la mieux représentées.

| # | Provinces                                                                    | Total | Div. 1 | Div. 2 |
| - | ---------------------------------------------------------------------------- | ----- | ------ | ------ |
| 1 | Province d'Anvers                                                            | 1     | 1      | 0      |
| 2 | Province de Brabant Région de Bruxelles-Capitale Province du Brabant flamand | 3 2 1 | 3 2 1  | 0 0    |
| 3 | Province de Flandre-Orientale                                                | 1     | 1      | 0      |
| 5 | Province de Liège                                                            | 1     | 1      | 0      |
| 6 | Province de Limbourg                                                         | 2     | 1      | 1      |
|   | TOTAUX                                                                       | 8     | 7      | 1      |

### Résultats
Ce tour est joué, le samedi 22 février 1975, le dimanche 23 février 1975, en une seule manche disputée sur le terrain de la première équipe citée. En cas d'accord entre les clubs concernés, l'ordre du tirage au sort peut être inversé. Si l'égalité subsiste après prolongation, un "replay" est disputé sur le terrain de l'équipe qui s'est initialement déplacée.  Tirage intégral, pas d'équipes protégées.
- 8 clubs, 4 rencontres + 1 "replay".
  - L'affiche de ces quarts de finale ne livre pas de vainqueur. La partie est emballante et spectaculaire, avec cinq buts de la tête. Le Standard mène deux fois au score mais est chaque fois rejoint. C'est un Néerlandais dénommé Louis van Gaal qui ramène une deuxième le "Great Old" à l'heure de jeu.  L'Antwerp via le Danois Lund prend les devants en tout début de prolongation mais Philippe Garot signe un doublé pour forcer le replay. Dans les rangs anversois évolue l'ancien "Rouche" Pilot[1].
  - Qualification étriquée pour Anderlecht, de nouveau contraint à la prolongation.
  - Encore "verni" par le tirage, Diest s'offre une demi-finale inattendue.

|  | Clubs qualifiés pour le tour suivant |

| Dates      | Niv | N° | Équipe 1                 | Équipe 2                | Score 90' | Score Prol. | Tirs au but |
| 22/02/1975 | Q   | 1  | K. Beringen FC (I)       | R. SC Anderlechtois (I) | 0-0       | 0-1         |             |
| 23/02/1975 | Q   | 2  | R. Standard CL (I)       | R. Antwerp FC (I)       | 2-2       | 3-3         | REPLAY      |
| 23/02/1975 | Q   | 3  | K. St-Truidense VV ( II) | K. FC Diest (I)         | 0-1       |             |             |
| 23/02/1975 | Q   | 4  | RWD Molenbeek (I)        | SK Beveren-Waes (I)     | 3-0       |             |             |

### Résultats replay
Ce match est rejoué le mercredi 26 février 1975. Le tirage au sort des demi-finales ayant eu lieu un peu plus tôt dans l'après-midi, les deux formations savent que c'est le RWDM, solide candidat au titre national, qui les attend. Privé de plusieurs titulaires, dont Bukal et Sigurvinsson, le Standard livre un match courageux où il est rapidement contraint à la poursuite. Après dix minutes de jeu, lancé par Jim De Schrijver, le Danois Flemming Lund dribble le gardien Piot et ouvre le score, se permettant même la fantaisie de tomber à genoux devant la ligne de but puis d'ensuite envoyer le cuir de la tête derrière la ligne. Monsieur Loraux reste insensible aux protestations liégeoise quant à un hors jeu du buteur. L'Antwerp gère le reste de la partie en s'accrochant sur les moments de fortes poussées des "Rouches", mais ne parvient pas à asseoir son avantage lors de plusieurs contres.
| Dates      | Niv | N°  | Équipe 1          | Équipe 2           | Score 90' | Score Prol. | Tirs au but |
| 26/02/1975 | Q   | 2-R | R. Antwerp FC (I) | R. Standard CL (I) | 1-0       |             |             |

## Demi-finales

### par Régions
| Régions         | Total | D1 |   |
| --------------- | ----- | -- | - |
| Bruxelles       | 2     | 2  |   |
| Région flamande | 2     | 2  |   |
| Région wallonne | 1     | 1  |   |
| TOTAUX          | 8     | 7  | 1 |

### par Provinces
Seuls les provinces d'Anvers et de Brabant sont encore engagées.
| # | Provinces                                                                    | Total | Div. 1 |
| - | ---------------------------------------------------------------------------- | ----- | ------ |
| 1 | Province d'Anvers                                                            | 1     | 1      |
| 2 | Province de Brabant Région de Bruxelles-Capitale Province du Brabant flamand | 3 2 1 | 3 2 1  |
|   | TOTAUX                                                                       | 4     | 4      |

### Résultats
Le demi-finales se déroulent le jeudi 15 mai 1975, en une seule manche disputée sur le terrain de la première équipe citée. En cas d'accord entre les clubs concernés, l'ordre du tirage au sort peut être inversé. Si l'égalité subsiste après prolongation, un "replay" est disputé sur le terrain de l'équipe qui s'est initialement déplacée. Tirage intégral, pas d'équipes protégées.
- 4 clubs, 2 rencontres.
  - La demi-finale entre l'Antwerp, vice-champion et le RWD Molenbeek nouvellement sacré, éclipse évidemment l'affrontement trop disproportionné entre Sportng d'Anderlecht et le K. FC Diest. Mis sur orbite, peu avant la mi-temps, par une ouverture de Kodat, Lund lobe magnifiquement le portier Nico de Bree pour inscrire le seuil goal du match. Le clash au Bosuilstadion est remporté méritoirement par le "Great Old", mais est terni par divers incidents. Monsieur Delcourt doit interveznir souvent car la rencontre est très nerveuse et émaillée de nombreuses fautes. Dans le courant de la seconde période, l'arebitre doit expulsé les Molenbeekois Polleunis (altercation avec Jos Van Riel) et Boskamp (faute sur van Gaal).

|  | Clubs qualifiés pour la finale |

| Dates      | Niv | N° | Équipe 1                | Équipe 2          | Score 90' | Score Prol. | Tirs au but |
| 15/05/1975 | D   | 1  | R. Antwerp FC (I)       | RWD Molenbeek (I) | 1-0       |             |             |
| 15/05/1975 | D   | 2  | R. SC Anderlechtois (I) | K. FC Diest (I)   | 3-0       |             |             |

## Finale
Cette 20e finale oppose les deux dauphins du nouveau champion Molenbeekois. L'Antwerp, 2e du championnat dispute la deuxième finale de Coupe de Belgique de son Histoire, vingt après son premier succès. Pour Anderlecht, 3e au général final, c'est la cinquième apparition en finale.
La rencontre ne laisse pas un souvenir impérissable. Elle est jouée sans grand rythme et de manière très stéréotypée. Anderlecht prend l'avance à la demi-heure de jeu quand De Nul se joue des arrières anversois Geens et Caers puis frappe dans le plafond du but. Les "Mauves" gèrent ensuite leur viatique en laissant l'initiative du jeu à l'Antwerp. Celui-ci n'en profite pas. L'Autrichien Riedl et le Danois Lund hiéritent d'occasions mais ne concrétisent pas.
Le matricule 35 conquiert son 4e trophée, le 3e en 5 saisons.
À la décharge des 22 acteurs, rappelons que cette finale est celle de la première saison depuis la création de Ligue professionnelle belge de football au terme d'un championnat très long de 38 journées.
| R. SC Anderlechtois · |                       |  |
| Titulaires :          |                       |  |
|                       |                       |  |
| 1                     | Jan Ruiter            |  |
| 2                     | Gilbert Van Binst     |  |
| 3                     | Hugo Broos            |  |
| 4                     | Erwin Vandendaele     |  |
| 5                     | Jean Dockx            |  |
| 6                     | Arie Haan             |  |
| 7                     | Ludo Coeck            |  |
| 8                     | André De Nul          |  |
| 9                     | François Van der Elst |  |
| 10                    | Paul Van Himst        |  |
| 11                    | Robbie Rensenbrink    |  |
|                       |                       |  |
| Remplaçants :         |                       |  |
|                       |                       |  |
|                       |                       |  |
| Entraîneur :          |                       |  |
| Urbain Braems         |                       |  |

| · R. Antwerp FC · |                  |     |
| Titulaires :      |                  |     |
|                   |                  |     |
| 1                 | Jean Trappeniers |     |
| 2                 | Jos Van Riel     |     |
| 3                 | Jos Velser       |     |
| 4                 | Robert Geens     |     |
| 5                 | Xavier Caers     |     |
| 6                 | Jos Heyligen     | 75e |
| 7                 | Jim De Schrjver  |     |
| 8                 | René Desayere    |     |
| 9                 | Karl Kodat       |     |
| 10                | Flemming Lund    |     |
| 11                | Alfred Riedl     |     |
|                   |                  |     |
| Remplaçants :     |                  |     |
| ?                 | Louis van Gaal   | 75e |
|                   |                  |     |
| Entraîneur :      |                  |     |
| Guy Thys          |                  |     |

| R. SC Anderlechtois · |                       |  |
| Titulaires :          |                       |  |
|                       |                       |  |
| 1                     | Jan Ruiter            |  |
| 2                     | Gilbert Van Binst     |  |
| 3                     | Hugo Broos            |  |
| 4                     | Erwin Vandendaele     |  |
| 5                     | Jean Dockx            |  |
| 6                     | Arie Haan             |  |
| 7                     | Ludo Coeck            |  |
| 8                     | André De Nul          |  |
| 9                     | François Van der Elst |  |
| 10                    | Paul Van Himst        |  |
| 11                    | Robbie Rensenbrink    |  |
|                       |                       |  |
| Remplaçants :         |                       |  |
|                       |                       |  |
|                       |                       |  |
| Entraîneur :          |                       |  |
| Urbain Braems         |                       |  |

| · R. Antwerp FC · |                  |     |
| Titulaires :      |                  |     |
|                   |                  |     |
| 1                 | Jean Trappeniers |     |
| 2                 | Jos Van Riel     |     |
| 3                 | Jos Velser       |     |
| 4                 | Robert Geens     |     |
| 5                 | Xavier Caers     |     |
| 6                 | Jos Heyligen     | 75e |
| 7                 | Jim De Schrjver  |     |
| 8                 | René Desayere    |     |
| 9                 | Karl Kodat       |     |
| 10                | Flemming Lund    |     |
| 11                | Alfred Riedl     |     |
|                   |                  |     |
| Remplaçants :     |                  |     |
| ?                 | Louis van Gaal   | 75e |
|                   |                  |     |
| Entraîneur :      |                  |     |
| Guy Thys          |                  |     |

## Clubs par divisions
| Division   | Quatrième tour préliminaire | +   | Trente-deuxièmes de finale | Seizièmes de finale | Huitièmes de finale | Quarts de finale | Demi-finales | Finale |
| ---------- | --------------------------- | --- | -------------------------- | ------------------- | ------------------- | ---------------- | ------------ | ------ |
| D1         |                             | +20 | 20                         | 20                  | 12                  | 7                | 4            | 2      |
| D2         | +5                          | +11 | 16                         | 11                  | 3                   | 1                | 0            | -      |
| D3         | 24                          | +1  | 19                         | 1                   | 1                   | 0                | -            | -      |
| Promotion  | 24                          | -   | 6                          | 0                   | -                   | -                | -            | -      |
| Provincial | 11                          | -   | 3                          | 0                   | -                   | -                | -            | -      |
| Total      | 64                          | +32 | 64                         | 32                  | 16                  | 8                | 4            | 2      |